# Фелкою
Фелкою (рум. Fălcoiu) — село у повіті Олт в Румунії. Входить до складу комуни Фелкою.
Село розташоване на відстані 138 км на захід від Бухареста, 22 км на південь від Слатіни, 46 км на схід від Крайови.

## Населення
За даними перепису населення 2002 року у селі проживали 2768 осіб.
Національний склад населення села:
| Національність | Кількість осіб | Відсоток |
| -------------- | -------------- | -------- |
| румуни         | 2750           | 99,3%    |
| цигани         | 18             | 0,7%     |

Рідною мовою назвали:
| Мова      | Кількість осіб | Відсоток |
| --------- | -------------- | -------- |
| румунська | 2762           | 99,8%    |
| циганська | 6              | 0,2%     |